# Lepidochrysops victoriae
Lepidochrysops victoriae är en fjärilsart som beskrevs av Karsch 1895. Lepidochrysops victoriae ingår i släktet Lepidochrysops och familjen juvelvingar. Inga underarter finns listade i Catalogue of Life.